# Шохорда

Шохорда (Большая Шохорда) — река в Шабалинском районе Кировской области России. Устье реки находится в 94,7 км по левому берегу реки Неи. Длина реки составляет 16 км, площадь водосборного бассейна 93 км².
Река берёт начало у упразднённой деревни Баруткины в 17 км северо-восточнее посёлка Гостовский. Течёт на запад, затем на юго-запад. В среднем течении на реке стоит деревня/посёлок Шохорда. Впадает в Нею выше деревни Нея рядом с устьем реки Полдневая близ границы с Костромской областью.

## Данные водного реестра
По данным государственного водного реестра России относится к Верхневолжскому бассейновому округу, водохозяйственный участок реки — Ветлуга от истока до города Ветлуга, речной подбассейн реки — Волга от впадения Оки до Куйбышевского водохранилища (без бассейна Суры). Речной бассейн реки — (Верхняя) Волга до Куйбышевского водохранилища (без бассейна Оки).
По данным геоинформационной системы водохозяйственного районирования территории РФ, подготовленной Федеральным агентством водных ресурсов:
- Код водного объекта в государственном водном реестре — 08010400112110000041967
- Код по гидрологической изученности (ГИ) — 110004196
- Код бассейна — 08.01.04.001
- Номер тома по ГИ — 10
- Выпуск по ГИ — 0